# Tyenna (Australia)
Tyenna è un insediamento che sorge sull'omonimo fiume in Tasmania, a 81 km da Hobart. Attualmente disabitato, il paese è una città fantasma.